# Cho Yong-chul
Cho Yong-chul (* 7. Mai 1961) ist ein ehemaliger südkoreanischer Judoka. Er gewann zwei olympische Medaillen und war 1985 Weltmeister.

## Karriere
Der 1,80 m große Cho Yong-chul kämpfte im Schwergewicht oder in der offenen Klasse.
Cho besiegte bei den Weltmeisterschaften 1981 in Maastricht im Achtelfinale des Schwergewichts den Franzosen Angelo Parisi und im Viertelfinale den Ägypter Mohamed Ali Rashwan. Im Halbfinale unterlag er dem Japaner Yasuhiro Yamashita. In der Hoffnungsrunde verlor er gegen den Finnen Juha Salonen und belegte den fünften Platz. 1982 gewann der Koreaner eine Bronzemedaille bei den Studentenweltmeisterschaften. Bei den Olympischen Spielen 1984 in Los Angeles siegte Cho in seinem ersten Kampf über den Briten Elvis Gordon und verlor dann gegen Angelo Parisi. In der Hoffnungsrunde besiegte er den Ägypter Sherif El-Digwy und im Kampf um die Bronzemedaille Douglas Nelson aus den Vereinigten Staaten. Ende 1984 unterlag Cho im Finale der Studentenweltmeisterschaften dem Japaner Naoki Takiyoshi.
Die Weltmeisterschaften 1985 wurden in der südkoreanischen Hauptstadt Seoul ausgetragen. Cho besiegte im Achtelfinale Elvis Gordon und im Viertelfinale den Bulgaren Dimitar Saprjanow. Nach seinem Halbfinalsieg über den Franzosen Laurent Del Colombo traf er im Finale auf den japanischen Olympiasieger von 1984 Hitoshi Saitō und gewann auch diesen Kampf. Nach dem Sieg von Ahn Byeong-keun im Leichtgewicht war Chos Erfolg die zweite Goldmedaille für die Gastgeber. Im Jahr darauf trat Cho bei den ebenfalls in Seoul ausgetragenen Asienspielen 1986 in der offenen Klasse an und unterlag im Finale dem Japaner Yoshimi Masaki. Auch Chos letztes großes Turnier wurde in Seoul ausgetragen. Bei den Olympischen Spielen 1988 gewann Cho seine ersten drei Kämpfe gegen den Deutschen Alexander von der Groeben, den Italiener Stefano Venturelli und den Polen Andrzej Basik. Nach seiner Halbfinalniederlage gegen Hitoshi Saitō gewann Cho mit einem Sieg über Dimitar Saprjanow seine zweite olympische Bronzemedaille.